# Лавци (Ресан)
Лавци (мкд. Лавци) су насеље у Северној Македонији, у јужном делу државе. Лавци припадају општини Ресан.

## Географија
Насеље Лавци је смештено у југозападном делу Северне Македоније. Од најближег већег града, Битоља, насеље је удаљено 45 km западно, а од општинског средишта 15 km јужно.
Лавци се налазе у области Горње Преспе, области око западне и северне обале Преспанског језера. Насеље је смештено у западном делу поља, које се пружа северном страном језера. Западно од насеља се издиже планина Галичица. Надморска висина насеља је приближно 940 метара.
Клима у насељу је планинска због знатне надморске висине.

## Становништво
Лавци су према последњем попису из 2002. године имали 134 становника. 
Већину становништва чине Турци (84%), а у мањини су етнички Македонци (13%).
Већинска вероисповест је ислам, а мањинска православље.